# Kronologija Domovinskog rata: studeni 1993.

### 4. studenoga
- Tuđmanova mirovna inicijativa usmjerena je prvenstveno prema uz Srbe u Hrvatskoj u UNPA područjima Beogradu i Sarajevu. Od Beograda se očekuje vrlo jasno priznanje Hrvatske u njenim međunarodno priznatim granicama i prestanak vojnog pomaganja srpskih pobunjenika, rekao za Večernji list ministar vanjskih poslova dr. Mate Granić.[1]
- Zločine koji su se dogodili u Stupnom Dolu i istragu koju o tome upravo vodi međunarodna zajednica muslimanska je strana zloupotrebila za osvajanje Vareša. Hrvatska u svom zahtjevu Vijeću sigurnosti traži da se hitno i djelotvorno zaštite Hrvati u okruženju oko Vareša, da se otvori bijeli put prema bolnici u Novoj Bili, te u humanitarnom pogledu sve strane u sukobu tretiraju jednako, izjavio za Večernji list veleposlanik Hrvatske u UN dr. Mario Nobilo.[1]
- Supredsjedatelj Mirovne konferencije o bivšoj Jugoslaviji Thorwald Stottenberg neobično oštro odbacio prijedlog predsjednika Tuđmana da se neodgodivo nastave ženevski pregovori o Bosni, jer se nijedna od sukobljenih strana nije pokazala dovoljno fleksibilnom, piše bonnski General Anzeíger.[1]

### 6. studenoga
- Ne postoji ni jedan segment muslimanskog nacionalnog bića kojemu dostojanstvo nije vratio hrvatskih narod braneći BiH. Ali, čini se da smo mi jednostavno krivi svjetskoj zajednici i Muslimanima u BiH što smo se usudili oduprijeti onakvu agresoru, obraniti 35 posto BiH i tako spriječiti njihove političke namjere da BiH postane dijelom velike Srbije, izjavio u Splitu predsjednik HR Herceg-Bosne Mate Boban.[1]
- U gradić Kiseljak, koji neprestano napada muslimansko topništvo, stiglo, preko teritorija koji je pod kontrolom srpskih vlasti, 7.000 prognanika iz Vareša, javljaju hrvatski mediji s terena.[1]

### 7. studenoga
- Predstavnici 159 zemalja, članica UN-ove organizacije za hranu i poljodjelstvo (FAO), na skupštini u Rimu primili Hrvatsku u ovu organizaciju.[1]
- Muslimanska vlada BiH zapovjedila raspuštanje sarajevskog HVO-a a njezine snage sigurnosti krenule u zatvaranje njegova središta, javljaju agencije Reuter i HINA.[1]

### 8. studenoga
- Odjela za ljudska prava i humanitarna pitanja pri uredu predsjednika HR Herceg-Bosne mr. Vladislav Pogarčić objavio dokument sa sustavno prikuplnenim podacima o zločinima nad Hrvatima u ratu u BiH, javlja HABENA.[1]
- Glasnogovornik Odjela obrane HVO Veso Vegar priopćio u Mostaru da je muslimansko vodstvo naložilo uhićenje predsjednika HVO u Sarajevu Slavka Zelića, i drugih čelnika HVO.[1]
- Ministrica za prava manjina i ljudska prava vlade SRJ Margit Savović na konferenciji za novinstvo u Beogradu cinički osporila navod hrvatske Vlade da je u srpskim zatvorima 11.000 hrvatskih ratnih zarobljenika.[1]

### 9. studenoga
- U topničkim borbama muslimanskih snaga i HVO-a znameniti mostarski Stari most srušio se u Neretvu.[1]

### 10. studenoga
- Uz neophodnu pomnu pripremu globalne konferencije, koja se može održavati tek kad budu stvoreni stvarni izgledi za njezin uspjeh, mora se osigurati dostava humanitarne pomoći BiH, rješenje bosanskog pitanja prema ženevskom paketu i modus vivendi za hrvatska područja pod mandatom UNPROFOR-a kao međukorak za sprečavanje ratne opasnosti, stoji u pismu ministara vanjskih poslova Francuske i Njemačke Juppea i Kinkela Europskom savezu.[1]
- Ceremonijalnim podizanjem hrvatske zastave ispred palače FAO u Rimu, završen je svečani dio primanja Hrvatske u ovu organizaciju za prehranu i poljoprivredu UN.[1]

### 11. studenoga
- Ofenziva muslimanskih snaga u središnjoj Bosni prijeti ne samo opstojnosti hrvatskog naroda na tom prostoru već i budućnosti općih muslimansko-hrvatskih odnosa, rekao na zasjedanju hrvatskog Sabora ministar inozemnih poslova dr. Mate Granić.[2]
- Muslimanske vlasti oslobodile dio uhićenih časnika sarajevskog HVO-a, u vojnom zatvoru Viktor Bubanj u Sarajevu zadržan Slavko Zelić predsjednik HVO-a Sarajevo i saborski zastupnik HR Herceg-Bosne.[2]
- U Dubrovniku, nakon što je razgledao oštećenja stare gradske jezgre i agresore nazvao vandalima i pljačkašima, ruski veleposlanik L.V.Kerestedžijanc istaknuo da se granice Hrvatske ne mogu mijenjati i da je Vukovar hrvatski grad.[2]
- Skup od četrdesetak splitskih Srba izjasnio se da je Hrvatrska njihova domovina te da se zalažu za mirno rješenje nametnutog ratnog sukoba.[2]
- Bugojanski Hrvati, uz peticiju Međunarodnom sudu pravde u Haagu, priložili pregled kršenja ljudskih prava na sedam stranica teksta koji opisuje zlodjela muslimanske vojske.[2]

### 12. studenoga
- Predsjednik Republike Hrvatske dr. Franjo Tuđman pomilovao određen broj osuđenih osoba, građana Hrvatske srpske nacionalnosti, koe su pravomoćno osuđene na izdržavanje zatvorske kazne zbog pripremanje oružane pobune, a koje nisu okrvarile ruke.[2]
- Muslimansko ratno predsjedništvo Bugojna donijelo odluku da se svi Hrvati protjeraju iz grada, a trenutačno se u muslimasnkim zatvorima u Bugojnu nalazi 345 hrvatskih ratnih zarobljenika, priopćilo novinarima u Livnu povjereništvo HVO Bugojna.[2]
- Na temelju zapovijedi predsjednika HR Herceg-Bosne Mate Bobana, za zapovjednika Glavnog stožera HVO-a imenovan general-pukovnik Ante Rosso. Na svoj osobni zahtjev, dužnosti razriješen dosadašnji zapovjednik Slobodan Praljak.[2]
- Ravnatelj Matice hrvatskih iseljenika Ante Beljo potaknuo osnivanje odbora za rekonstrukciju Starog mosta u Mostaru.[2]

### 13. studenoga
- Stanje ljudskih prava u Hrvatskoj mnogo je bolje nego u bivšoj Jugoslaviji, konstatirala Helsinška komisija američkog Kongresa u iscrpnom izvještaju o stanju ljudskih prava u Hrvatskoj.[2]
- Sukobe u Bosni treba što prije prekinuti, sankcije protiv Jugoslavije ukinuti, Srbima u Hrvatskoj dati maksimalnu autonomiju, izjavio novinarima u Moskvi ruski diplomat V. Čurkin nakon pregovora s Miloševićem u Beogradu i Karadžićem na Palama.[2]
- Počela operacija HVO-a Buna. Pukovnija Ante Bruno Bušić već je bila na izmaku snaga ali je ipak 16. studenog ovladala Šuginim Barama a 17. studenog vodila jake borbe s puno nadmoćnijim bošnjačkim snagama u Šarića stajama.Portal Hrvata Bosne i Hercegovine HR HB Livno: 19.obljetnica brigade HVO-a Ante Bruno Bušić' 14. lipnja 2013.  (pristupljeno 8. veljače 2020.)[2]

### 14. studenoga
- Hrvatski predsjednik dr. Franjo Tuđman iznio u Zagrebu ruskom izaslaniku V. Čurkinu stajalište Hrvatske: sankcije sa Srbije ne mogu biti skinute dok Srbija ne odustane od pomaganja srpskih pobunjenika u UNPA i dok ne prizna Republiku Hrvatsku u njezinim međunarodno priznatim granicama.[2]
- S obzirom na sadašnje moguđnosti jugoslavenske mornarice i ono čim raspolaže u jedinoj luci Boki, osobno držim da zasad ona ne predstavlja silu koja bi nam mogla stvarati značajnije probleme na našem Jadranu, izjavio zapovjednik Hrvatske ratne mornarice admiral Sveto Letica u Splitu u povodu dvogodišnjice istjerivanja jugomornarice s hrvatskog dijela Jadrana.[2]

### 22. studenoga
- Ministri vanjskih poslova Europske unije odgodili u Luxembourgu odluku o ukidanju sankcija Srbiji.[3]
- Poglavarstvo okupiranog Belog Manastira iz Osijeka zahtijeva da Ministarstvo vanjskih poslova Hrvatske prosvjeduje u Vijeću sigurnosti zbog prijedloga lorda Owena predsjedniku Tuđmanu da neprijatelju ustupi Baranju i istočnu Slavoniju.[3]

### 23. studenoga
- U nastavku Ženevskih pregovora lord Owen i Thorwald Stoltenberg pozvali sve sudionike da razmotre ukupne probleme na području bivše Jugoslavije, medu kojima i status privremeno okupiranih područja Hrvatske.[3]
- Vlada Hrvatske Republike Herceg-Bosne u potpunosti podupire novoutemeljeni Međunarodni sud za suđenje ratnim zločincima s prostora bivše Jugoslavije u Haagu, javlja HABENA.[3]
- U tekstu Raketama bez milosti beogradske Večernje novosti pišu da će u slučaju hrvatskog napada na krajinu srpske postrojbe napasti vitalne ciljeve u Hrvatskoj, Zagreb, koji nikad u povijesti nije bombardiran, Osijek, Vinkovce, Karlovac, Šibenik i Zadar.[3]

### 24. studenoga
- Hrvatska zahtijeva dodatna jamstva za poštovanja svojega teritorijalnog integriteta, jasno određivanje o kontroli teškog oružja, te povratak prognanika, izjavio ministar vanjskih poslova dr. Mate Granić na sjednici Županijskog doma hrvatskog Sabora.[3]
- Srpska narodna stranka predstavila svoju novu inicijativu Mir bez alternative u kojoj, prema riječima Milana Đukića, traži za Srbe maksimalnu političku autonomiju, to znači i teritorijalnu, uz visoku razinu lokalne samouprave, u okvirima međunarodno priznatih granica Hrvatske.[3]
- Nikakav protektorat UN, nikakva autonomija ni federacija s Hrvatskom, izjavio krajinski šef Milan Martić novosadskom Dnevniku. Federacija da, ali, s ostalim srpskim državama, rekao je Martić.[3]
- Srpski pobunjenici spriječili skupinu neovisnih srpskih intelektualaca, koja je sudjelovala na simpoziju u Zagrebu u organizaciji Erasmus Gilde, da uđu u UNPA područje kod Novske, javlja France presse.[3]
- Došli smo u Dubrovnik da bi pripremili podatke o umjetničkim djelima, plovilima, automobilima, koje je neprijatelj za vrijeme crnogorske agresije oteo vlasnicima. Sve to dostavit ćemo Interpolu da se naprave međunarodne tjeralice, jer je posrijedi kriminal i otimačina, izjavio hrvatski ministar unutarnjih poslova Ivan Jarnjak na konferenciji za novinare u Dubrovniku.[3]
- Naš je interes u tome jasan, da se rat ne proširi izvan Bosne i Hrvatske na jug, gdje bi bili ugroženi naši saveznici i Kosovo, zbog toga je stišavanje konflikta naš strateški interes, izjavio američki državni tajnik Warren Christopher: intervjuu za 5 vodećih europskih listova, medu kojima i Frankfurter Allgemeine Zeitung.[3]

### 25. studenoga
- Predsjednik Republike Hrvatske dr. Franjo Tuđman primio u Zagrebu predsjednika Međunarodnog Crvenog križa Cornelija Sommarugu, s kojim je razgovarao o problemu nestalih osoba, te ga tom prilikom zamolio za pomoć u ubrzavanju procesa zamjene somborske skupine.[3]
- Nakon agresije srpske strane i kasnije muslimansko-hrvatskih sukoba, enormno je smanjen broj Hrvata i Srba na lijevoj obali Neretve u Mostaru, dok je broj Muslimana znatno povećan, stoji u pismu ministra Vlade HR Herceg-Bosne Mile Akmadžića svjetskim dužnosnicima.[3]
- Sankcije protiv SRJ mogle bi se postupno suspendirati kad se ispune ugovorene obveze vezane za rješenje problema u BiH i kad se nađe modus vivendi za zaposjednuta hrvatska područja, rekao u Bundestagu šef njemačke diplomacije Klaus Kinkel.[3]
- U Pragu osnovano Češko-Hrvatsko društvo, čiji je inicijator Liga za ljudska prava Češke Republike i grupa istinskih prijatelja Hrvatske.[3]
- Supredsjedatelj Međunarodne konferencije o bivšoj Jugoslaviji lord Owen izjavio u Londonu da je na teritoriju BiH neminovno stvaranje muslimanske države, sjeveru s izlazom na rijeku Savu a na jugu s lukom na Neretvi, javlja! HINA.[3]

### 26. studenoga
- Osobni izaslanik dr. Tuđmana Franjo Gregurić i Jeljcinov predstavnik Vitalij Čurkin razgovarali u Moskvi iza zatvorenih vrata.[3]
- Ne znači da će već prvi ženevski; sastanak donijeti rezultate, ali bitno je da smo probleme UNPA zona uspjeli vezati s rješenjem bosanske krize, izjavio predsjednik Tuđman na Brijunima uoči odlaska na Ženevsku konferenciju.[3]
- Za dvije godine rada Vladina Ureda za prognanike i izbjeglice, kroz Hrvatsku je prošlo oko 1,5 milijuna prognanika i izbjeglica, od čega je gotovo polovica njih ostala a za zbrinjavanje beskućnika do sada je utrošeno 1,4 milijarde dolara,izjavio potpredsjednik hrvatske Vlade dr. Ivica Kostović na konferenciji za novinare u Zagrebu.[3]
- Članak u The Timesu, Hrvati pretvorili zarobljenike u žive bombe od 25. studenog, koji je prenijela i francuska štampa, nije vjerodostojan, stoji u priopćenju hrvatskog veleposlanstva u Parizu, u kome se također navode vjerodostojni dokazi, javlja HINA.[3]

### 27. studenoga
- Imamo čvrste garancije od SAD; Njemačke i brojnih europskíh zemalja u pogledu teritorijalnog integriteta Hrvatske, bez ikakvih spekulacija, izjavio dr. Mate Granić uoči odlaska u Ženevu.[3]
- Prošlo je 15 dana od ubojstva moje braće fra Nikice Miličevića i fra Leona Migića, a izvršitelji su još uvijek nepoznati, stoji u pismu provincijala Provincije franjevačke Bosne srebrne fra Petra Anđelovića Aliji Izetbegoviću, javlja HINA.[3]
- Hrvatska zahtijeva, u skladu s načelima KESS-a, međusobno priznavanje svih bivših jugoslavenskih država u njihovoj teritorijalnoj cjelovitosti i međunarodno priznatim granicama, te povratak KEES-ovih' promatrača u Sandžak i Kosovo, izjavio uoči rimskog zasjedanja KESS-a hrvatski predstavnik pri KESS-u Darko Bekić.[3]

### 28. studenoga
- Iz okupiranog sela Partić u drniškom kraju prešlo na slobodni teritorij Hrvatske posljednjih 13 Hrvata, tako u ovome hrvatskom mjestu, koje je brojilo 251 stanovnika, nema više ni jednog Hrvata.[3]

### 29. studenoga
- Očekujemo od srpske strane da dade teritorijalne ustupke Muslimanima, Muslimanima, od bosanske, da su ustupci uvjet mirovnog sporazuma, a od hrvatske, da vrati povučene ustupke koji se tiču pristupa na moru i da bude konstruktivna, rekao je Willy Claes, predsjedatelj Ministarskog vijeća Europskog saveza, otvarajući ženevske pregovore.[3]
- Europska je zajednica napravila mnoge greške u jugoslavenskoj krizi, i nemam potrebe da ih navodim, optužio je ovu organizaciju država u Ženevi predsjednik Srbije Slobodan Milošević.[3]
- Skupocjene inozemne jahte odvezene su s dubrovačkog područja u Crnu Goru da se očuvaju od ustaša, a odvedeno je i 600 krava da ne uginu od gladi, izjavio novinarima crnogorski predsjednik Momir Bulatović.[3]

### 30. studenoga
- Hrvatska ne može ni u kojem slučaju pristati na ustupanje teritorija, jer bi to značilo cijepanje hrvatskog nacionalnog teritorija i države, te ugrožavanje njezinih strateških interesa, izjavio predsjednik Republike Hrvatske dr. Franjo Tuđman, poslije plenarnog dijela ženevskog skupa.[3]
- Na plenarnoj sjednici ženevskog skupa Izetbegović izišao s maksimalističkim zahtjevima, optužujući podjednako Srbiju i Hrvatsku, te sa zahtjevom za ukinuće embarga za uvoz oružja.[3]
- Biskupi Vrhbosanske metropolije, okupljeni u Dominikanskom samostanu u Bolu na Braču, izjavili da ne pristaju ni na kakva poništavanja njihovih stoljetnih biskupijskih granica, niti otpisivanje njihovih crkvenih područja, bez pristanka i odobrenja njihovog katoličkog svećenstva i puka, koji je kao hrvatski narod vjekovima konstitutivan i bitan u BiH.[3]